# Ayel
Marcelo Mello (Rio de Janeiro, 29 de abril de 1998) é um jogador profissional brasileiro de League of
Legends que atua como topo no cenário competitivo brasileiro. Em sua carreira como atleta de esporte eletrônico, jogou pelos times Jayob e-Sports, KaBuM! Orange (que posteriormente se tornou a KaBuM! e-Sports), Red Canids, INTZ e-Sports, paiN Gaming e Ilha das Lendas.

## Carreira profissional
Ayel conquistou notoriedade na comunidade brasileira de League of Legends ao se destacar nos rankings mais altos jogando na soloqueue (fila ranqueada). Ayel estreou competitivamente pela Pwn3d e-Sports em 2014 e, no mesmo ano, defendeu também o Team Lunáticos e a Dai Dai Gaming. No início de 2015, foi contratado pela Jayob para ficar na reserva. Sua estreia pela equipe deu-se na Série de Promoção para o segundo split de 2015, contra a INTZ Red, em disputa na qual a Jayob acabou rebaixada ao Circuito Desafiante. Foi então anunciado para a reserva da então campeã brasileira Kabum Orange, mas não atuou competitivamente pela equipe.
Para a temporada de 2016, Ayel foi inscrito pela Red Canids, nova organização que assumira a vaga da INTZ Red após a Riot Games proibir que uma mesma entidade possua duas equipes na competição. Disputou as duas etapas do torneio em 2016 pela RED. Na primeira etapa, a equipe obteve o quinto lugar, sendo eliminada pela Operation Kino nas quartas de final. Já na segunda etapa, Ayel chegou a revezar com Márcio "Eryon" Reis na rota do topo, devido a sua inexperiência, mas recebeu elogios do técnico Vinicius "Neki" Ghilardi. Entretanto, nessa edição a "Matilha" não avançou aos playoffs. No final de 2016, atuou ainda pela Ilha da Macacada Gaming na XLG Super Cup, mas a equipe amargou a última colocação.
 

Já em 2017, Ayel foi anunciado pela então tricampeã INTZ, para a missão de substituir Felipe "Yang" Zhao, um dos grandes destaques do cenário nacional, que deixara a equipe rumo à Keyd Stars. Foi titular absoluto da equipe na primeira etapa do CBLoL e, na primeira fase do torneio, atingiu a primeira classificação. No entanto, o time Intrépido caiu nas quartas de final justamente para a Keyd, que contava ainda com o caçador Gabriel "Revolta" Henud e com o técnico americano Alexander "Abaxial" Haibel, ambos membros da INTZ até o fim de 2016. Ainda assim, foi eleito pela equipe de transmissão oficial do CBLoL o melhor jogador de sua posição no torneio.